# Social Choice and Individual Values
Social Choice and Individual Values est un ouvrage de Kenneth Arrow publié pour la première fois en 1951. L'ouvrage présente le Théorème d'impossibilité d'Arrow et est considéré comme l'ouvrage fondateur de la théorie du choix social. Une traduction en français a paru en 1974 chez Calmann-Lévy sous le titre Choix collectif et préférences individuelles.